# Ґаетано Моска
Ґаетано Моска (італ. Gaetano Mosca; 1 квітня 1858, Палермо — 8 листопада 1941, Рим) — італійський соціолог, журналіст і громадсько-політичний діяч, автор концепції «політичного класу», що є різновидом «теорії еліт».
У 1881 р. закінчив юридичний факультет в університеті м. Палермо. Професор Туринського і Римського університетів.
Вважав, що будь-яке суспільство поділяється на правлячу меншість — «політичний клас» (еліту) і підвладну йому більшість. Правлячий клас здійснює всі політичні функції, монополізуючи владу і користуючись усіма її перевагами. Більшість населення реалізує його волю і забезпечує його матеріально. Правлячий клас відрізняє матеріальна і моральна перевага в порівнянні з керованою більшістю. Для різних суспільств характерне переважання або аристократичної тенденції, що полягає в прагненні його членів передати свої привілеї у спадок, або демократичної, відповідно до якої відбувається оновлення складу правлячого класу.